# Leopold Widlizka

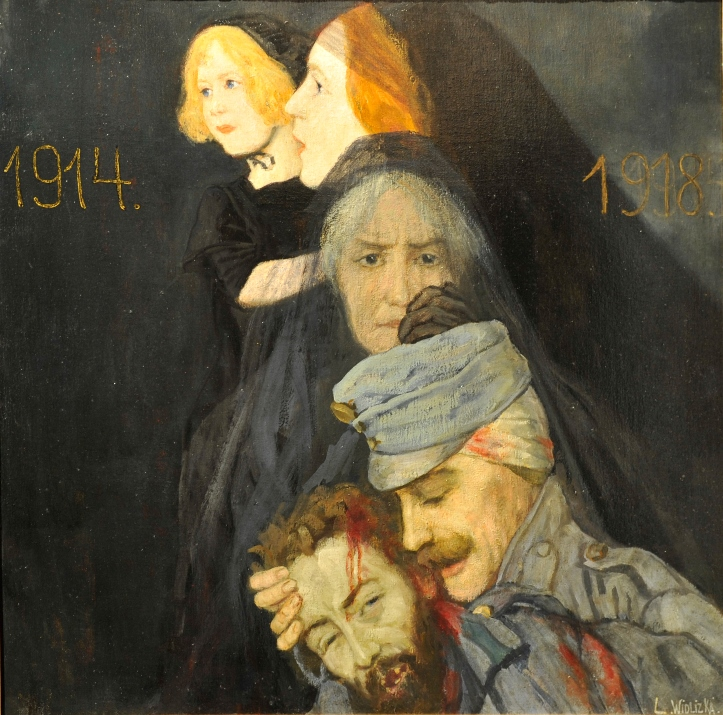
Familienschicksal, 1918

Leopold Widlizka (auch Widliczka, * 14. November 1870 in Wien; † 1940, USA) war ein österreichischer Porträt-, Landschafts-, Stillleben- und Kriegsmaler.

## Leben
Widlizka begann sein Studium an der Graphischen Lehr- und Versuchsanstalt bei Joseph-Eugen Hörwarter und war im Oktober 1889 Gastschüler der Wiener Akademie der bildenden Künste, ab 1891 war ordentlicher Schüler. 1892 wechselte er an die Akademie in München und arbeitete bei Nikolaus Gysis. Beeinflusst wurde er von den Kreisen um Franz von Lenbach und Hermann von Kaulbach. 1899 war Widlizka wieder in Wien, wo er im Künstlerhaus ein Kinderporträt ausstellte. Er malte hauptsächlich Landschaften, vor allem Motive aus dem Wiener Prater und Stillleben. 
Während des Ersten Weltkrieges war Widlizka als Kriegsmaler Mitglied des k.u.k. Kriegspressequartiers. 1916 war er Mitglied und Vorstand des Albrecht-Dürer-Bundes. 1922 übersiedelte er in die Vereinigten Staaten, wo sein Bruder in New York als Graveur tätig war. Seiner Heimat blieb er dennoch verbunden, so wird er 1924 als Mitglied der Wiener Kunstgemeinschaft genannt. Das genaue Todesdatum und der Sterbeort sind unbekannt.

## Werke (Auszug)
- Familienschicksal, 1918, Öl auf Leinwand, Heeresgeschichtliches Museum, Wien[4][5]